# قلعة روتشستر
قلعة روتشستر هي قلعة تقع في روتشستر، جنوب شرق إنجلترا.